# Igelwürmer
Die Igelwürmer (Echiura oder Echiurida) sind eine Klasse der Ringelwürmer (Annelida) mit etwa 150 bekannten Arten. Diese ausschließlich marinen Tiere bewohnen weltweit verschiedene Lebensräume im Meer von der Gezeitenzone bis hin zu maximal 10.000 Meter tiefen Tiefseegräben. Igelwürmer bewohnen hemisessil Weichböden, seltener Spalten und Höhlen in Hartsubstraten.

## Morphologie

### Morphologie der adulten Tiere
Die Größe von Igelwürmern ist vielfältig und reicht von ein paar Dezimetern bis hin zu mehreren Metern.
Der unsegmentierte Körper lässt sich in den vorderen, präoralen Abschnitt, das Prostomium (Proboscis = Rüssel), und den hinteren Abschnitt, den Rumpf, einteilen. Das Prostomium übertrifft den sackförmigen bzw. zylindrischen Rumpf um ein Vielfaches an Länge. Die größte Art, Ikeda taenioides, erreicht Längen von bis zu 2 Metern, und nur 40 Zentimeter entfallen auf den Rumpf. Trotz seiner Beweglichkeit und Muskulösität kann das Prostomium nicht in den Rumpf eingezogen werden.
Die bis auf die Ventralseite des Prostomiums unbewimperte Epidermis (Oberhaut) ist von einer Cuticula bedeckt. Ein charakteristisches Merkmal der Epidermis von Igelwürmern ist ein durch Muskeln bewegliches Paar von Borsten auf der Ventralseite des Rumpfes. Einige Arten haben überdies einen oder zwei Ringe von Analborsten. Identisch ist die Feinstruktur von Cuticula und Borsten mit den Ringelwürmern. Die Epidermis bildet in der Rumpfregion zahlreiche Papillen, welche den Anschein geben, dass die Tiere geringelt wären. Die gesamte Körperoberfläche ist von serösen Drüsenzellen übersät.
Unter der Epidermis liegt die mächtige extrazelluläre Matrix (Gewebeteil), in welche etwa Drüsenzellen, Pigmentzellen, Nervenzellen und Collagenfasern (Strukturprotein der Matrix) eingebettet sind. Das Prostomium ist fast vollständig von diesem Bindegewebe (Cutis) gefüllt, dort enthält es auch die komplexe Muskulatur vom Prostomium.
Die Muskulatur des Rumpfes liegt unter der Matrix und besteht aus 8 Schichten von Längs-, Rings- und Diagonalmuskulatur. Auch enthält der Rumpf eine Coelomhöhle (sekundäre Leibeshöhle), welche durch ein Peritoneum (seröses Bauchfell, kleidet Bauchraum aus) begrenzt ist und nur durch verkümmerte Mesenterien (Falte in Coelomwand) unterteilt wird. Bei den meisten Arten liegt vor einem Paar Borsten ein unvollständiges Diaphragma. Hiervor liegt ein kleiner Raum, von welchem Kanäle in das Prostomium ziehen. Die Coelomflüssigkeit besteht aus verschiedenen Typen von Coelomocyten.
Das einfache, geschlossene Blutgefäßsystem besteht aus Ventralgefäß, einem nur vorne ausgebildeten Dorsalgefäß, Darmblutsinus und drei prostomialen Gefäßen. Das Blut ist farblos.
Die Aufnahme von Sauerstoff erfolgt auf der gesamten Ausdehnung der Epidermis, bei ein paar Arten dient auch der Enddarm dem Gasaustausch. Hierbei wird beständig Wasser eingepumpt und wieder ausgestoßen.
Der vordere Rumpfbereich enthält 1–2 Paar Metanephridien, welche reife Gameten (Keimzellen) aus der Coelomflüssigkeit aufnehmen. Diese werden dann in einem sackförmigen Abschnitt gespeichert.
Die Exkretion geschieht durch zahlreiche Analschläuche, welche mit Wimperntrichtern versehen sind und in den Enddarm münden.
Der Darmkanal lässt sich in Vorder-, Mittel- und Enddarm unterteilen. An der Basis des Prostomiums liegt eine Mundöffnung. Von dort führt der Vorderdarm über Pharynx, Ösophagus und vielleicht auch einen Kropf zum stark gewundenem Mitteldarm. Er besitzt im mittleren Abschnitt einen Nebendarm und auch eine Wimperrinne.
Das Nervensystem besteht aus Schlundring und einem unpaaren Bauchmark. Ersterer reicht bis zur Spitze des Prostomiums. Am Bauchmark gibt es ringförmige Abzweigungen. Im Prostomium sind die beiden Abzweigungen des Schlundringes durch Nerven verbunden.
Igelwümer verfügen nicht über komplexe Sinnesorgane, jedoch sind etliche epidermale Sinneszellen zu Sinnespapillen zusammengefasst. Eine besonders große Dichte konnte auf dem Prostomium festgestellt werden.
Die Gonaden sind unpaarig und liegen am ventralen Mesenterium im hinteren Rumpfbereich. Die Gametogenese läuft im Coelom ab. In den sackförmigen Abschnitten der Nephridien werden die reifen Spermien und Eizellen gelagert.
Die meisten Arten zeigen keinen Geschlechtsdimorphismus, doch Bonellia viridis zeigt extreme Größenunterschiede zwischen den Geschlechtern. Weibchen erreichen teils Rumpflängen von 30 Zentimetern, das Männchen ist hingegen nur 2 Millimeter lang. Lange Zeit hielt man die Männchen auch aufgrund abweichender Morphologie für parasitische Plathelminthen. Bekräftigt wurde diese Vermutung damals auch dadurch, dass die Männchen im Uterus der Weibchen leben und dort die Eizellen befruchten. Die Geschlechtsdetermination erfolgt hier anscheinend über ein vom Weibchen produziertes Pheromon, das die undifferenzierten Larven dazu veranlasst, zu Zwergmännchen zu werden.

### Morphologie des Larvalstadiums
Die freischwimmenden Trochophora-Larven bestehen aus Epi- und Hyposphäre. Diese sind durch den Prototroch getrennt. Die Unterseite des oberen bzw. die Oberseite des unteren Segmentes ist horizontal. Charakteristisch für die Larven von Igelwürmern sind weitere Cilienbänder, Ocellen, ein Paar Protonephridien, ein Darmkanal und aus Mesoteloblasten entstandenen Mesodermstreifen. Das Bauchmark hat seinen Ursprung in einer paarigen Anlage aus serial angeordneten Zellgruppierungen.

## Lebensweise
Igelwürmer sind hemisessil und wechseln nur selten ihren Standort in weichem Substrat, selten ist es hartes Substrat. Die Tiere bauen sich eine Wohnhöhle in das Substrat, in der sie fast ihr ganzes Leben verbringen. Je nach Art haben die Baue verschiedene Formen, bei Echiurus echiurus ist er U-förmig.
Zur Nahrungsaufnahme wird ausschließlich das Prostomium aus dem Wohngang herausgestreckt und über das Substrat geführt, jedoch nur die unbewimperte Dorsalseite. Die kleinen Nahrungspartikel, bevorzugt Detritus und Mikroorganismen, werden durch Cilien oder Muskulatur auf die bewimperte Seite gebracht, sortiert und durch die mediane Wimpernrinne zur Mundöffnung transportiert oder wieder seitlich abgegeben. Dieses Verhalten hinterlässt sternförmige Fraßspuren auf der Substratoberfläche.
Eine spezielle Art der Nahrungsaufnahme praktizieren alle vier Arten der Gattung Urechis. Mit Hilfe prostomialer Drüsen bauen sie ein Schleimnetz in ihrem Wohngang. Die Tiere können Pumpbewegungen unter diesem Netz bewerkstelligen; hierdurch werden Nahrungspartikel angesaugt, welche dann im Netz hängenbleiben. Falls Nahrungsbedarf besteht, frisst der Netzbesitzer das Netz mit den Nahrungspartikeln auf.

## Fortpflanzung
Die Fortpflanzung bei Igelwürmern erfolgt stets sexuell, alle Arten sind getrenntgeschlechtlich. Meist erfolgt die Befruchtung im freien Wasser und außerhalb des Körpers der Elterntiere. Die Eier weisen eine Wendelfurchung auf. Die Jungtiere führen eine planktonische Lebensweise und sinken nach maximal 3 Monaten zu Boden. Dort durchlaufen sie eine graduelle Metamorphose, bei der die Episphäre zum Prostomium und die Hyposphäre zum Rumpf wird.
Bei der Art Bonellia viridis ist phänotypische Geschlechtsfixierung nachgewiesen, diese Art ist ein klassisches Beispiel der Zoologie hierfür. Hierbei entscheiden nicht Faktoren während und direkt nach der Befruchtung, sondern solche nach dem Schlupf. Bis jetzt ist diese Besonderheit noch nicht vollständig geklärt. Wenn die Larven lange Zeit keinen Kontakt zu Weibchen haben, entwickeln sich 78 % zu Weibchen und 1,5–3 % zu Männchen, der Rest wird zu Intersexen oder stirbt ab. Anders ist dies, falls sie sich am Prostomium eines Weibchens für vier Tage festsetzen: Dann entwickeln sich 75 % zu Männchen und 15 % zu Weibchen, die anderen werden Intersexe oder gehen ein. Auf diese Weise können sich auf einem Weibchen zahlreiche Männchen sammeln; auf einem Weibchen fanden sich schon 85 Männchen.

## Systematik
Die Igelwürmer umfassen nach aktuellem Kenntnisstand etwa 150 Arten, die in drei Ordnungen aufgeteilt werden:
- Echiuroinea
- Xenopneusta
- Heteromyota

Die Igelwürmer wurden lange Zeit als eigenständiges Taxon im Range eines Stammes geführt, bevor sie den Ringelwürmern (Annelida) zugeordnet wurden. Mit diesen teilen sie zahlreiche gemeinsame Merkmale:
- Die Spiralfurchung der Eier und die Trochophora-Larven
- Ultrastruktur der Borsten
- Feinstruktur der Cuticula
- Paarige Anlage des Nervensystems
- Entstehung des Mesoderms
- Morphologie des Blutgefäßsystems

Mit den Vielborstern stimmen sie im Bau des Darmkanals mit ventraler Wimpernrinne und einem davon getrennten Nebendarm überein. Die Umbildung des Prostomiums in ein Organ, das der Nahrungsaufnahme dient, ist eine Autapomorphie von Igelwürmern.
Bisher wurden keine Bemühungen angestellt, ein phylogenetisches System innerhalb der Igelwürmer aufzubauen.

## Igelwürmer und Menschen

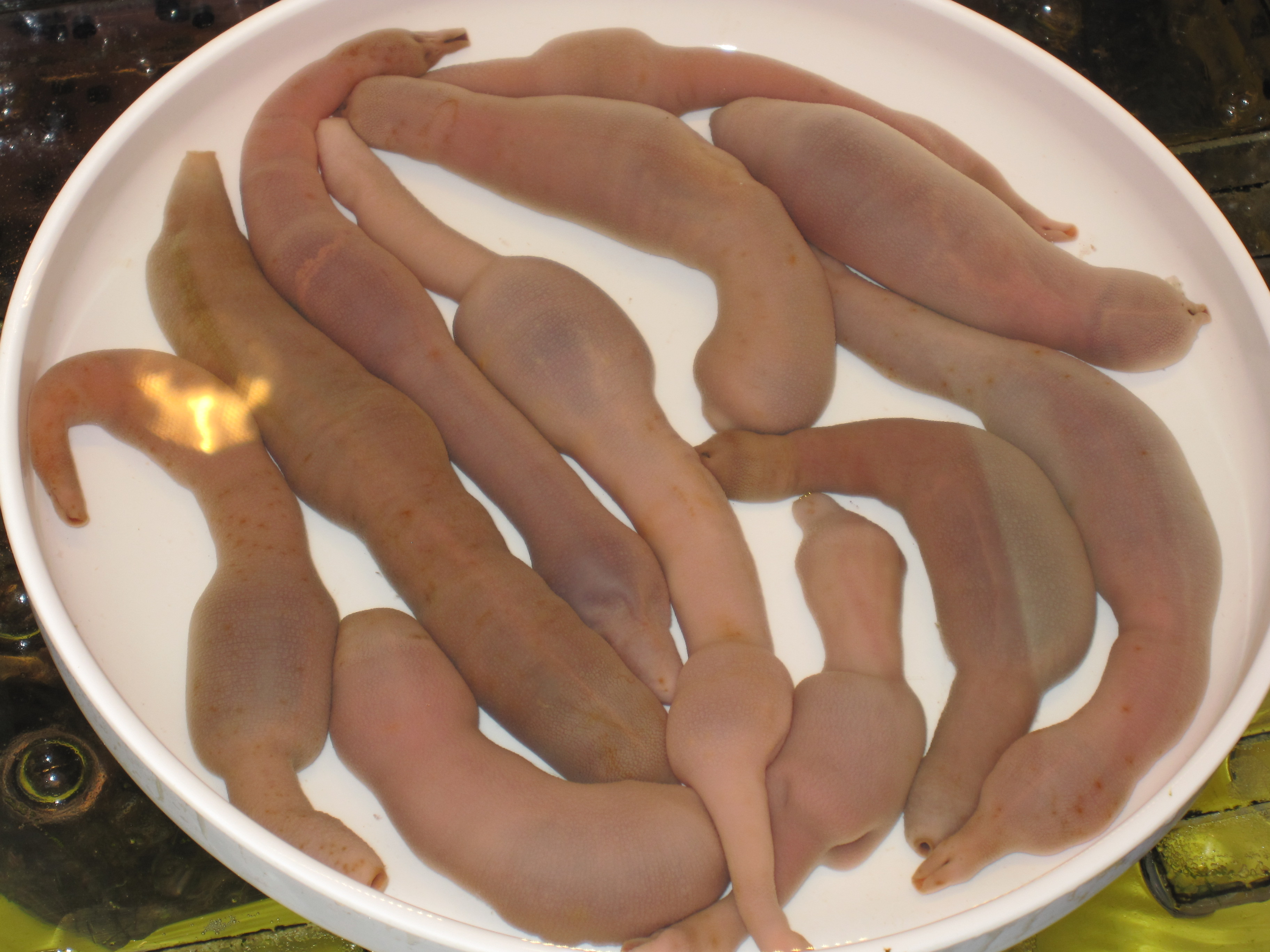
Igelwürmer im Angebot (Südkorea)

Da aufgrund der Lebensweise in der Tiefsee etlicher Arten keine genauen Daten über deren Bestände vorliegen, ist der Bedrohungsstand dieser Tiere nicht bekannt. Sie haben bisher aufgrund wenig gesicherter Daten keinen Eintrag in der Roten Liste gefährdeter Arten des IUCN. Sie sind vermutlich durch die Verschmutzung der Ozeane bedroht.
Die Art Urechis unicinctus wird in Japan oft als Köder der Fischereiindustrie verwendet; in China, Korea, Vietnam und in Chile speziell auf der Insel Chiloé werden Igelwürmer als Nahrung genutzt.